# Glenn Hughes

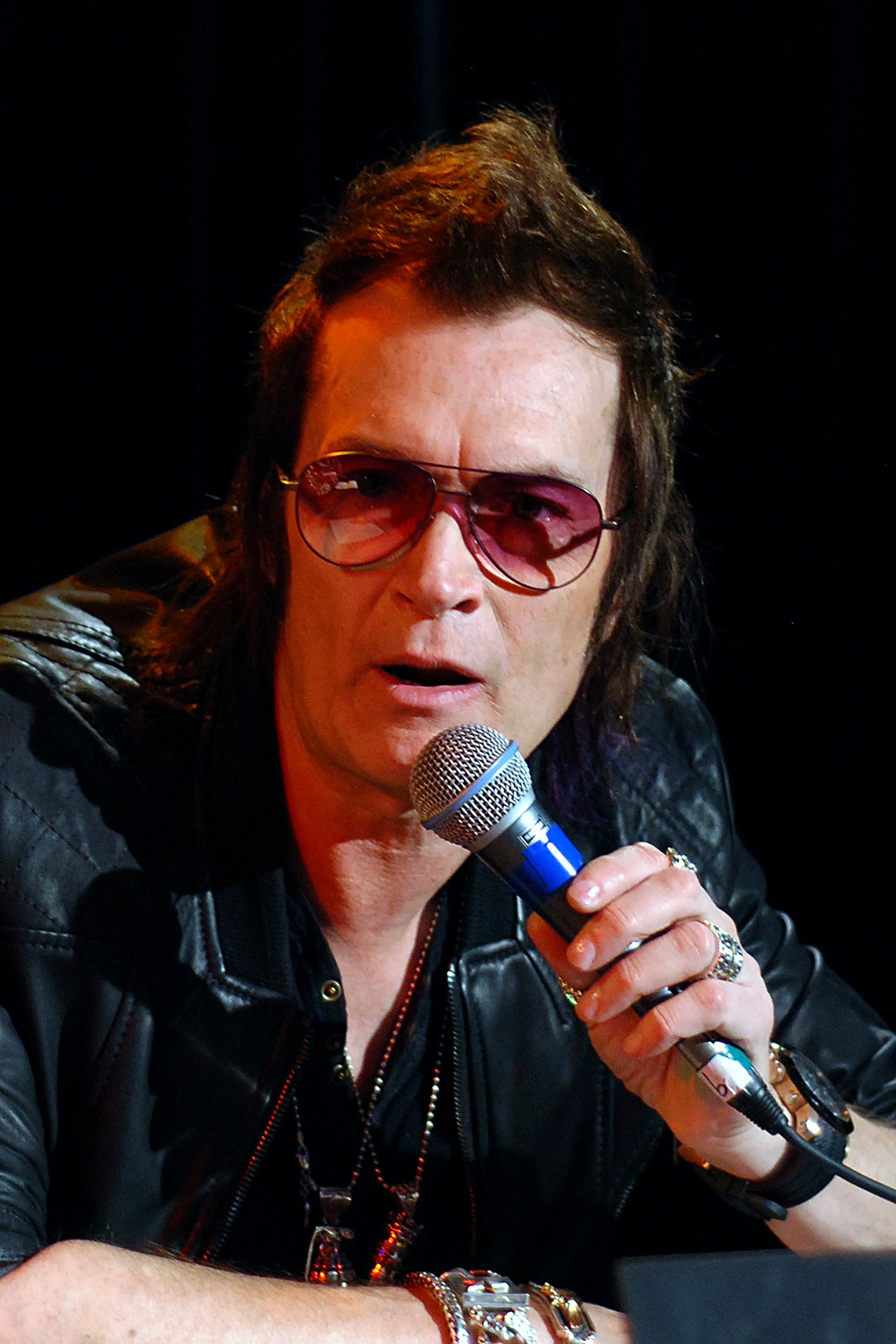
Glenn Hughes (2012)

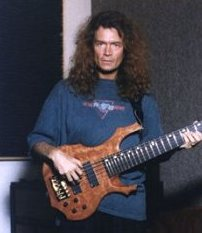
Glenn Hughes (1995)

Glenn Hughes (* 21. August 1951 in Cannock, England) ist ein britischer Rockmusiker. Bekanntheit erreichte er als Sänger und Bassist von Deep Purple (1973–1976) und als Sänger von Black Sabbath (1985–1986).

## Biografie
Glenn Hughes Karriere begann 1969 als Bassist und Sänger der britischen Rock-Formation Trapeze. Mitglieder waren unter anderem Mel Galley (Gitarre, Whitesnake & Phenomena) und Dave Holland (Schlagzeug, Judas Priest). Von 1973 bis 1976 war er Bassist und Sänger bei der Hardrockformation Deep Purple. Drei Studio-Alben wurden in dieser Zeit eingespielt (Burn, Stormbringer, Come Taste the Band), bevor sich Deep Purple kurz vor dem Tod des Gitarristen Tommy Bolin im Dezember 1976 auflösten. Hughes dynamische Kopfstimme prägte zusammen mit der bluesigen Orgel von Jon Lord den Sound von Deep Purple in dieser Zeit.
Weitere musikalische Stationen waren die Metal-Wegbereiter Black Sabbath, bei denen Hughes 1985 nach Ozzy Osbourne, Ronnie James Dio (Rainbow, Dio) und Ian Gillan (Deep Purple) die Rolle des Leadsängers übernahm und in dieser Position am Album Seventh Star beteiligt war, Hughes & Thrall (mit Gitarrist Pat Thrall), Gary Moore, The KLF, John Norum und das Hughes/Turner Project (mit Joe Lynn Turner). Mit dem Black-Sabbath-Gitarristen Tony Iommi arbeitete Glenn Hughes 1996 und 2005 nochmals zusammen, um dessen Soloprojekte The 1996 DEP Sessions und Fused aufzunehmen. Das 2005 veröffentlichte Album Fused errang in den deutschen Albumcharts Platz 92. Glenn wirkte auch bei drei der vier von Tom Galley produzierten Phenomena-Projekten (Phenomena I, Phenomena II: Dream Runner und PsychoFantasy) mit.
1991 arbeiteten Hughes und der Asia-Keyboarder Geoffrey Downes gemeinsam an Demos für ein Soloalbum Hughes’. Die Aufnahmen repräsentieren die neue Stilrichtung, die Hughes zu diesem Zeitpunkt einschlagen wollte und erinnern an Michael Bolton, mit einem gewissen Soul-Einfluss. Es blieb allerdings bei den Demos, die Aufnahmen wurden erst 1998 unter dem Titel The Work Tapes veröffentlicht. 1992 sang Hughes ein Solo-Album des Europe-Gitarristen John Norum ein, welches den Titel "Face The Truth" trägt. Im selben Jahr noch schlug er mit dem Album Blues den Solo-Pfad ein und veröffentlichte seitdem bis zum Jahr 2008 regelmäßig Solo-Alben, die je nach Laune mal eher funky oder mal eher hardrockig klingen. 1995 erschien das Album Feel, auf dem auch der Gitarrist Pat Thrall zu hören ist, mit dem Hughes bereits 1982 das Hughes/Thrall-Album eingespielt hatte. Auf Feel findet sich Rock mit Jazz-, Blues-, Soul- und Funk-Einflüssen. Im selben Jahr hatte Hughes auch einige Gast-Rollen als Background-Sänger auf dem Richie Kotzen-Album Wave Of Emotion. Der Song Stoned, der auf diesem Album zu finden ist, wurde später von Hughes noch einmal solo neu vertont und ist auch auf seinem im Jahr 2000 erschienenen Album Incense And Peaches zu hören.
1998 ging der ehemalige Emerson, Lake & Palmer-Keyboarder Keith Emerson mit Hughes und dem Gitarristen Marc Bonilla auf Tournee, ein Studio-Album dieser Besetzung kam indessen nicht zustande. 2009 ist jedoch das Live-Album Boys Club Live From California mit Aufnahmen von der Tournee erschienen. Emerson ist auch auf Hughes’ Album The Way It Is (1999) zu hören.
Musikalischer Hauptpartner von Hughes’ war seit dem Album namens "Addiction" (veröffentlicht: 1996) lange Jahre der schwedische Gitarrist Joakim (J.J.) Marsh. Seit 2004 arbeitete Glenn Hughes auch häufig mit Chad Smith, dem Schlagzeuger der Red Hot Chili Peppers, zusammen.
2010 ging Hughes eine kreative Partnerschaft mit dem Gitarristen Joe Bonamassa, dem Schlagzeuger Jason Bonham (u. a. Led Zeppelin, UFO und Foreigner) und dem Keyboarder Derek Sherinian (u. a. Dream Theater) ein, mit denen er die Band Black Country Communion gründete. Das Debütalbum der Gruppe erschien am 16. Juni 2010, das dritte Album der Band, "Afterglow", im Oktober 2012. Im März 2013 wurde die Band nach dem Ausstieg von Joe Bonamassa offiziell aufgelöst. Glenn Hughes hatte Joe Bonamassa öffentlich mangelnden Einsatz für die Band vorgeworfen, und dieser Vertrauensentzug führte letztendlich zum Ende der Band. 2014 gründete Hughes mit Bonham und dem Gitarristen Andrew Watt die im Januar 2015 wieder aufgelöste Band California Breed, die als Nachfolgeprojekt von Black Country Communion verstanden werden kann.
2011 wurde die Autobiographie Glenn Hughes – The Autobiography – From Deep Purple to Black Country Communion veröffentlicht; Coautor war Joel McIver, das Vorwort schrieb Lars Ulrich.
Im April 2016 verkündeten die Mitglieder von Black Country Communion (BCC) Pläne eine Wiedervereinigung für 2017. Nach siebenjähriger Pause erschien am 4. November 2016 mit Resonate wieder ein Soloalbum von Hughes. Am 22. September 2017 wurde das BCC-Album BCCIV veröffentlicht.
Von 2019 bis 2023 war Glenn Hughes Bassist und Sänger der Rockformation The Dead Daisies.

## Diskografie
Es werden reguläre Alben gelistet
mit Trapeze:
- 1970: Trapeze
- 1970: Medusa
- 1972: You Are The Music… We're Just The Band
- 1972: Live: Way Back To The Bone (VÖ 1998)
- 1976: Trapeze
- 1992: Welcome To The Real World (VÖ 1998)

mit Deep Purple:
- 1974: Burn
- 1974: Stormbringer
- 1975: Come Taste The Band
- 1975: Made in Europe (VÖ 1976)
- 1975: Last Concert in Japan (VÖ 1977)

Solo:
- 1977: Play me out
- 1992: Blues (L.A. Blues Authority Volume II: Glenn Hughes)
- 1994: From Now On…
- 1994: Burning Japan Live
- 1995: Feel
- 1996: Addiction
- 1999: The Way it is
- 2000: Return of Crystal Karma
- 2001: Building The Machine
- 2003: Songs in the Key of Rock
- 2004: Soulfully Live in the City of Angels (Live)
- 2005: Soul Mover
- 2006: Music for the Divine
- 2008: First Underground Nuclear Kitchen
- 2016: Resonate

mit Hughes/Thrall:
- 1982: Hughes/Thrall (mit Pat Thrall)

mit Phenomena:
- 1984: Phenomena 1
- 1987: Phenomena 2: Dream Runner
- 2006: PsychoFantasy

mit Black Sabbath:
- 1986: Seventh Star

mit Voodoo Hill:
- 2000: Voodoo Hill
- 2004: Wild Seed Of Mother Earth
- 2015: Waterfall

mit Hughes Turner Project (HTP):
- 2002: Hughes Turner Project
- 2002: Live In Tokyo
- 2003: Hughes Turner Project 2

mit Iommi:
- 2004: The 1996 DEP Sessions
- 2005: Fused

mit Black Country Communion:
- 2010: Black Country
- 2011: 2
- 2012: Live over Europe
- 2012: Afterglow
- 2017: BCCIV
- 2024: BCCV

weitere Mitwirkungen (Auswahl):
- 1973: Roger Glover & Friends – The Butterfly Ball
- 1974: Windows - Jon Lord, Eberhard Schoener
- 1979: 4 On the Floor - 4 On the Floor
- 1985: Gary Moore – Run For Cover
- 1990: Robin George/Glenn Hughes – Sweet Revenge (VÖ 2008)
- 1992: John Norum - Face the Truth
- 1997: Glenn Hughes & Friends – Tribute: Tommy Bolin
- 2001: Nikolo Kotzev – Nikolo Kotzev's Nostradamus
- 2002: The Alchemist - Songs From the West Side
- 2003: Aina - Days of rising Doom
- 2005: Michael Men Project - Made In Moscow
- 2005: Rata Blanca - A Vivo en Teatro Gran Rex
- 2009: Keith Emerson/Glenn Hughes/Marc Bonilla - Boys Club Live From California
- 2009: Moonstone Project - Rebel On The Run
- 2013: Device - Device
- 2014: California Breed - California Breed

## Belege
1. ↑  GLENN HUGHES And JASON BONHAM Launch CALIFORNIA BREED
2. ↑  Chartquellen: DE CH

| Personendaten    | Personendaten          |
| ---------------- | ---------------------- |
| NAME             | Hughes, Glenn          |
| KURZBESCHREIBUNG | britischer Rockmusiker |
| GEBURTSDATUM     | 21. August 1951        |
| GEBURTSORT       | Cannock, England       |